# United States Secret Service
Der United States Secret Service (oder kurz Secret Service; abgekürzt USSS) ist eine US-amerikanische Strafverfolgungsbehörde auf Bundesebene, die dem Ministerium für Innere Sicherheit untersteht; bis zum 1. März 2003 unterstand der Secret Service dem Finanzministerium der Vereinigten Staaten. Der internationalen Öffentlichkeit ist die Behörde vor allem als Schutzorgan des Präsidenten der Vereinigten Staaten bekannt.

## Auftrag

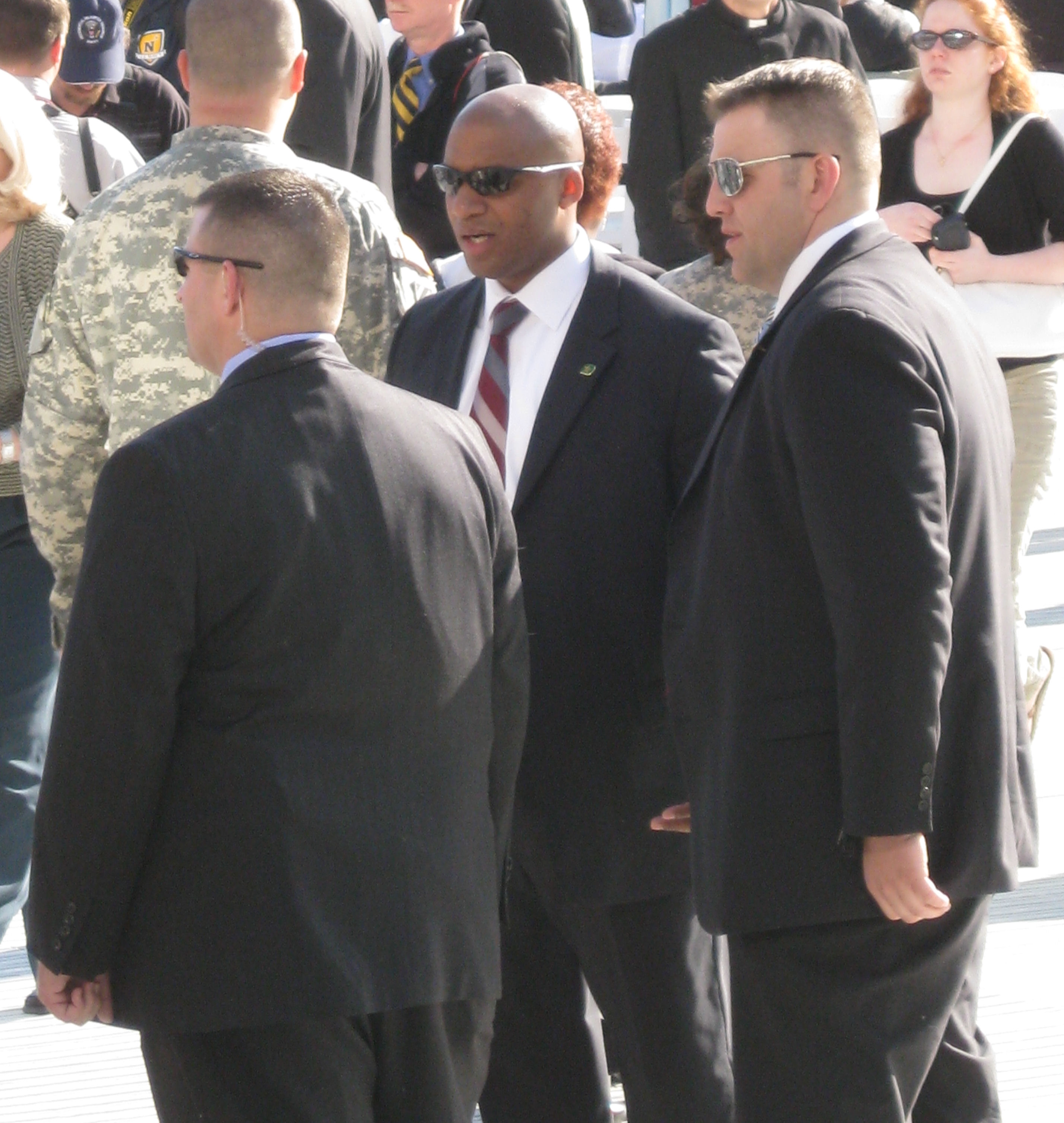
USSS-Agenten beim Besuch von Papst Benedikt XVI. in Washington, D.C. am 17. April 2008

Der Secret Service ist hauptsächlich zuständig für die Bekämpfung der Finanzkriminalität sowie für die Bereitstellung von Personenschutz für den Präsidenten, den Vizepräsidenten, deren Familien, ehemalige Präsidenten und deren Ehegatten, bestimmte Kandidaten für das Amt des Präsidenten und Vize-Präsidenten sowie die Vereinigten Staaten besuchende Staatsoberhäupter. Er leistet kriminaltechnische Hilfe bei der Aufklärung lokaler Verbrechen und ist für die Sicherheit bei Großveranstaltungen von nationaler Bedeutung, wie dem Super Bowl, aber auch für die Sicherheit der jährlich stattfindenden Generalversammlung der Vereinten Nationen zuständig.
Des Weiteren schützen uniformierte Beamte des Secret Service auch die in Washington ansässigen ausländischen diplomatischen Vertretungen und gewähren auch gefährdeten ausländischen Diplomaten Personenschutz.
Das Gebiet der Finanzkriminalität umfasst vor allem die Abwehr von Geldfälschung, Finanzbetrug, Scheckbetrug, Fälschung von Äquivalenten zu Währung (beispielsweise Reiseschecks), bestimmte Fälle von Computerbetrug und Kreditkartenbetrug.

## Geschichte
Die Behörde wurde am 5. Juli 1865 in Washington, D.C. ins Leben gerufen und war zunächst nur für die Bekämpfung von Geldfälschungen zuständig, weshalb sie auch dem Finanzministerium zugewiesen wurde. So gelang zum Beispiel 1910 die Zerschlagung des Falschgeldringes um die Sizilianer Ignazio Saietta und Vito Cascio Ferro in New York City. Der Secret Service war außerdem bis zur Gründung des Bureau of Investigation (BOI) im Justizministerium, dem späteren Federal Bureau of Investigation (FBI), die einzige bundesstaatliche Behörde, die in den gesamten Vereinigten Staaten Ermittlungen in Kriminalfällen aller Art durchführen durfte. Deswegen wurden Special Agents des Secret Service unter Führung des Attorney General zum Beispiel auch 1870/71 genutzt, um den Ku-Klux-Klan zu zerschlagen. 1908 wurde dieses inzwischen weit ausgeuferte „Ausleihen“ von Special Agents des Secret Service verboten, und der Secret Service beschränkte sich nun ausschließlich auf Finanzvergehen und die Aufgabe des Personenschutzes für den Präsidenten.
Nach der Ermordung von Präsident William McKinley im Jahr 1901 übertrug der Kongress dem Secret Service auch formal die Zuständigkeit für den Schutz des Präsidenten. Agenten des Secret Service hatten auch bereits zuvor seit der Amtszeit Grover Clevelands den Präsidenten geschützt, und auch am Tag des Attentats auf McKinley wurde dieser von drei Agenten des Secret Service begleitet. Dafür hatte es jedoch keine ausdrückliche Rechtsgrundlage gegeben, und die Special Agents hatten die Aufgabe – wie viele andere Aufgaben auch – übernommen, weil sie zu den wenigen zivilen Bundesagenten gehörten, die Waffen tragen durften. FBI, CIA, ATF oder DEA gab es zu dieser Zeit noch nicht. Die US Marshals existierten bereits und leisteten zwar teilweise schon seit längerer Zeit Schutz für den Präsidenten, am Ende fiel die Wahl aber auf den Secret Service, vor allem, weil auch der US Marshals Service als zentrale Behörde noch nicht gegründet war. Der Secret Service war so weiterhin die einzige auf Bundesebene zur Verfügung stehende Behörde. Eine solche zentrale Stelle war jedoch gewünscht, um nun auf Grundlage eines Gesetzes eine eindeutige Verantwortlichkeit zu schaffen.
Seitdem beschützt er den Präsidenten der Vereinigten Staaten und seine engsten Angehörigen. Die US-Agenten sind dabei schwer bewaffnet und arbeiten mit der lokalen Polizei und dem Militär zusammen, um den Präsidenten bei seinen Reisen zu schützen.
Im Jahr 1985 hingegen verzichtete Richard Nixon elf Jahre nach Ende seiner Präsidentschaft als einziger Expräsident freiwillig auf Personenschutz. 1994 beschloss der Kongress ein Gesetz, wonach nur jenen Präsidenten, die vor dem 1. Januar 1997 in das Amt gewählt wurden, ein lebenslanger Schutz durch den Secret Service zusteht, für alle späteren Präsidenten sollte der Schutz auf zehn Jahre nach dem Ausscheiden aus dem Amt begrenzt werden. Diese Regelung wurde 2013 wieder rückgängig gemacht, indem Präsident Barack Obama im Januar 2013 eine entsprechende Gesetzesvorlage unterzeichnete. Damit haben sowohl Obama als auch sein Vorgänger George W. Bush Anspruch auf lebenslangen Personenschutz.
Der Secret Service hat heute ca. 6500 Angestellte: 3200 Special Agents (Leibwächter und Ermittler bei Finanzbetrug), 1300 Angestellte der „Uniformed Division“, die einige Regierungsgebäude und ausländische Vertretungen schützen, sowie 2000 technische und administrative Mitarbeiter.

## Ausstattung
Bis zum Jahr 2019 verwendete der Secret Service die SIG Sauer P229 als Handfeuerwaffe im Kaliber .357 SIG. Als Teil einer größeren Maßnahme für alle US-amerikanischen Strafverfolgungsbehörden will man auf das leichtere und effizientere 9mm-System von Glock zurückgreifen.
Des Weiteren wird die FN P90 eingesetzt.

## Kritik und Kontroversen

### Affären
Bei einer Dienstreise des Präsidenten nach Kolumbien im Jahr 2012 nahmen sich mehrere Agenten Prostituierte mit auf ihre Dienstzimmer.
Des Weiteren wurde im Jahr 2014 bekannt, dass ein Agent bei einer Dienstreise nach Europa vor der Ankunft des Präsidenten betrunken und nicht ansprechbar war; dies war laut Rechercheergebnissen bei weitem nicht der erste Vorfall seiner Art, mit der Ausnahme, dass es diesmal nicht geheim gehalten werden konnte.
Im März 2017 gelang es einer psychisch kranken Person, nachdem diese über drei verschiedene Zäune des Weißen Hauses gesprungen war, sich etwa 15 Minuten unbemerkt auf dem Gelände des Regierungssitzes aufzuhalten. Mehrere Alarmsysteme des USSS funktionierten dabei nicht korrekt oder waren ganz defekt.

### Kritik an Einsätzen in Deutschland

#### Besuch von Präsident George W. Bush
In Deutschland ist der Secret Service beim Besuch von Präsident George W. Bush im Februar 2005 in Mainz dadurch unangenehm aufgefallen, dass aufgrund massiver Sicherheitsvorkehrungen am Frankfurter Flughafen 150 Starts und Landungen ausfielen. Auf dem G8-Gipfel in Köln 1999 wollte der Secret Service zunächst die Hohenzollernbrücke, Kölns meistbefahrene Eisenbahnbrücke über den Rhein, für mehrere Stunden sperren lassen. Aufgrund der Bedeutung des Kölner Hauptbahnhofs als westeuropäisches Eisenbahndrehkreuz hätte diese Sperrung große Teile des Fernverkehrs der Hochgeschwindigkeitsstrecken zwischen Paris, Brüssel, Köln und Amsterdam (PBKA) und den angrenzenden Regionen in Westdeutschland, den Niederlanden, Belgien und Nordfrankreich zum Erliegen gebracht. Die Deutsche Bahn AG konnte sich mit einer Intervention bei Politikern durchsetzen und die Sperrung verhindern.

#### Verhaftungen
Des Weiteren wurde Kritik laut, als Mitarbeiter des Secret Service im März 2008 angeblich ohne Erlaubnis deutscher Behörden einen mutmaßlichen Straftäter am Frankfurter Flughafen festnahmen, für den in Deutschland kein Haftbefehl vorlag.
Die Bundesregierung erklärte hingegen, dass die Secret-Service-Beamten in Deutschland nur beratende Zuständigkeiten haben und niemanden ohne Hinzuziehung der Bundespolizei länger festhalten dürfen. Auch sagte die Regierung, dass entgegen den Angaben einiger Zeugen immer ein Beamter der Bundespolizei anwesend sei, wenn Festnahmen angeordnet werden.
Im deutsch-amerikanischen Auslieferungsverkehr auf der Grundlage des Auslieferungsvertrages zwischen der Bundesrepublik Deutschland und den Vereinigten Staaten von Amerika vom 20. Juni 1978 in der Fassung des Zusatzvertrages vom 21. Oktober 1986 (US-AuslV) findet auf deutscher Seite eine Tatverdachtsprüfung nach Aussage der Rechtsprechung grundsätzlich nicht statt. Die Regierung betont weiter, dass die Vereinigten Staaten von Amerika trotz des in Artikel 16 Abs. 2 Satz 3 US-AuslV stehenden Hinweises nicht verpflichtet sind, Gründe für die Verhaftung zu nennen; ein formloser Haftbefehl reicht aus.

## Leitung
Die seit 2022 amtierende Directorin des USSS, Kimberly Cheatle, trat am 23. Juli 2024 wegen des Vorwurfs des Versagens des Secret Service im Zusammenhang mit dem Attentat auf Donald Trump zurück.
Bisherige Leiter waren:
1. William P. Wood (1865–1869)
2. Hiram C. Whitley (1869–1874)
3. Elmer Washburn (1874–1876)
4. James Brooks (Interim) (1876–1888)
5. John S. Bell (Interim) (1888–1890)
6. Andrew L. Drummond (1891–1894)
7. William P. Hazen (1894–1898)
8. John Wilkie (1898–1911)
9. William J. Flynn (1912–1917)
10. William H. Moran (1917–1936)
11. Frank J. Wilson (1937–1946)
12. James J. Maloney (1946–1948)
13. U. E. Baughman (1948–1961)
14. James Joseph Rowley (1961–1973)
15. H. Stuart Knight (1973–1981)
16. John R. Simpson (1981–1992)
17. John Magaw (1992–1993)
18. Eljay B. Bowron (1993–1997)
19. Lewis C. Merletti (1997–1999)
20. Brian L. Stafford (1999–2003)
21. W. Ralph Basham (2003–2006)
22. Mark J. Sullivan (2006–2013)
23. Julia Pierson (2013–2014)
24. Joseph Clancy (2014–2017)
25. Randolph Alles (2017–2019)
26. James M. Murray (2019–2022)
27. Kimberly Cheatle (2022–2024)
28. Ronald L. Rowe Jr. (2024–)[2]

## Rezeption

### Filme
- 1985: Leben und Sterben in L.A. – Regie: William Friedkin – unter anderem mit William Petersen und John Pankow
- 1991: Last Boy Scout – Das Ziel ist Überleben – Regie: Tony Scott – unter anderem mit Bruce Willis und Halle Berry
- 1992: Bodyguard – Regie: Mick Jackson – unter anderem mit Whitney Houston und Kevin Costner
- 1993: In the Line of Fire – Die zweite Chance – Regie: Wolfgang Petersen – unter anderem mit Clint Eastwood und John Malkovich
- 1995: Hackers – Im Netz des FBI – Regie: Iain Softley – unter anderem mit Angelina Jolie
- 1996: Mr. Präsident Junior – Regie: David M. Evans – unter anderem mit Sinbad und Brock Pierce
- 1997: Absolute Power – Regie: Clint Eastwood – unter anderem mit Gene Hackman
- 1997: Air Force One – Regie: Wolfgang Petersen – unter anderem mit Harrison Ford
- 1997: Mord im Weißen Haus – Regie: Dwight Little – unter anderem mit Wesley Snipes und Diane Lane
- 2005: Die Dolmetscherin – Regie: Sydney Pollack – unter anderem mit Nicole Kidman, Sean Penn und Catherine Keener
- 2006: The Sentinel – Regie: Clark Johnson – unter anderem mit Michael Douglas und Kim Basinger
- 2008: Vantage Point (8 Blickwinkel) – Regie: Pete Travis – unter anderem mit Dennis Quaid
- 2013: Olympus Has Fallen – Regie: Antoine Fuqua – unter anderem mit Gerard Butler, Aaron Eckhart, Rick Yune und Morgan Freeman
- 2013: White House Down – Regie: Roland Emmerich – unter anderem mit Channing Tatum, Jamie Foxx und Maggie Gyllenhaal
- 2016: London Has Fallen – Regie: Babak Najafi – unter anderem mit Gerard Butler, Aaron Eckhart und Morgan Freeman
- 2019: Angel Has Fallen – Regie: Ric Roman Waugh – unter anderem mit Gerard Butler und Morgan Freeman

### Fernsehserien
- 1999–2006: The West Wing – Im Zentrum der Macht – unter anderem mit Martin Sheen und Allison Janney
- 2001–2010: 24 – unter anderem mit Kiefer Sutherland
- seit 2003: Navy CIS – besonders Folge 1x01 Air Force One (Originaltitel Yankee White) unter anderem mit Mark Harmon
- 2005–2009: Prison Break – Regie: Paul Scheuring – unter anderem mit Dominic Purcell und Wentworth Miller
- 2009–2014: Warehouse 13 – unter anderem mit Eddie McClintock, Joanne Kelly und Saul Rubinek
- 2013–2018: House of Cards – unter anderem mit Kevin Spacey
- 2016–2019: Designated Survivor – unter anderem mit Kiefer Sutherland
- seit 2021: Jack Reacher
- seit 2023: The Night Agent